# Phrynobatrachus dalcqi
Phrynobatrachus dalcqi és una espècie de granota que viu a la República Democràtica del Congo.